# Schürzenwagen
Als Schürzenwagen wird eine Bauserie deutscher Schnellzugwagen bezeichnet, die zwischen 1936 und 1951 in Dienst gestellt wurde. Diese Reisezugwagen waren besonders windschnittig gestaltet, um den Luftwiderstand bei den damals angestrebten höheren Fahrgeschwindigkeiten zu minimieren. Namensgebend waren die seitlichen „Schürzen“ unter den Langträgern zwischen den Drehgestellen, die die seitlichen Freiräume unter dem Wagenboden abdeckten.

## Schnellzugwagen der Deutschen Reichsbahn

### Entstehungsgeschichte

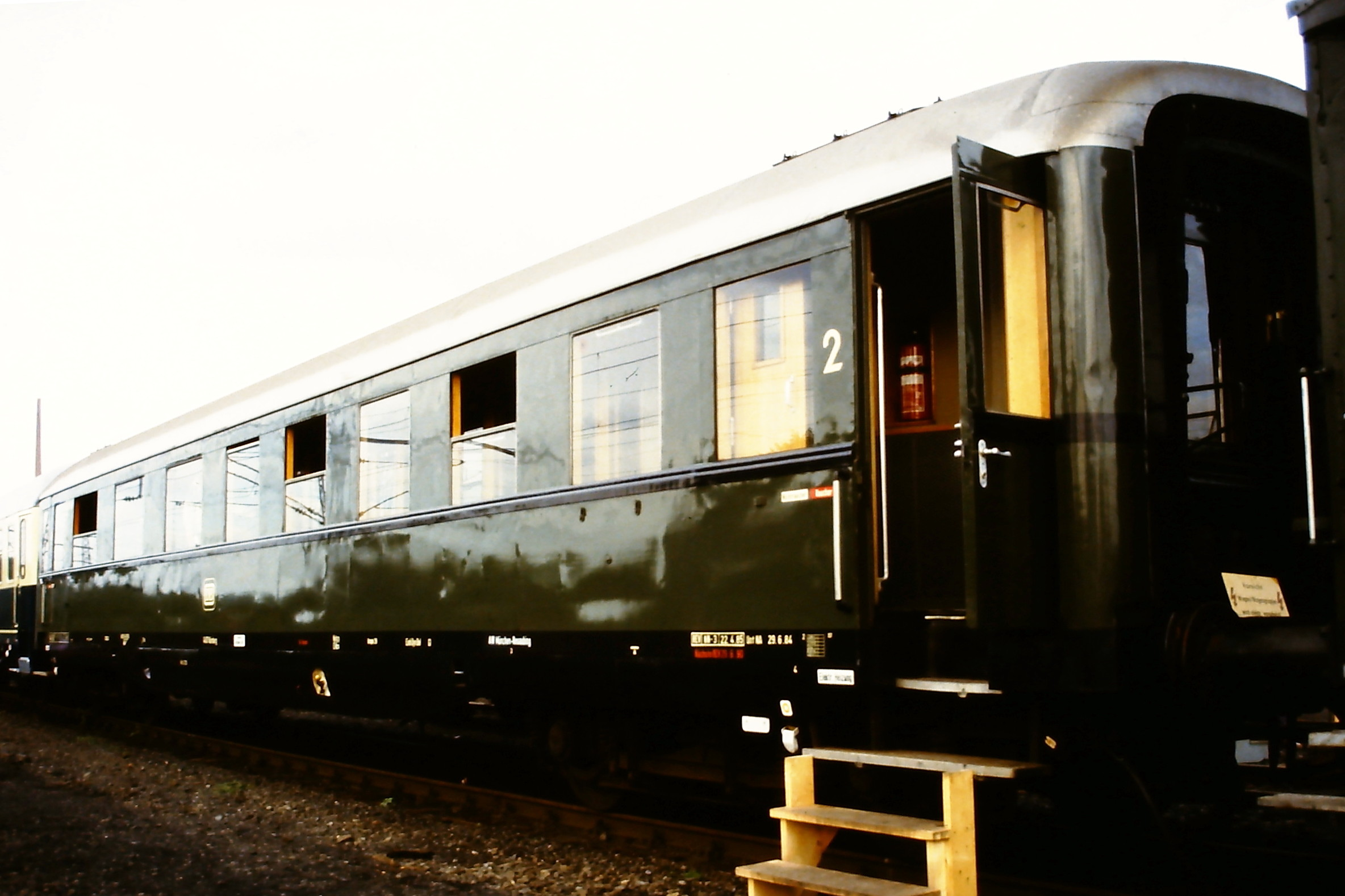
ABü^{336}

Nach mehreren Probe- und Entwicklungsbauarten in der ersten Hälfte der 30er Jahre wurden geschweißte Schnellzugwagen von der DR im Jahr 1935 erstmals in Serie beschafft. Bei diesen Wagen der Bauart 35 wurden zugleich erste Schritte zur Verringerung des Luftwiderstands unternommen. So behielt man zwar die zurückversetzten Einstiege bei, die Seitenwandbleche wurden jedoch über die Stirnwände hinaus verlängert und zur Gleismitte hin abgebogen, während die Dächer an den Wagenenden eine leichte Wölbung erhielten. Die Vergrößerung der Abteile bei gleichzeitiger Verringerung der Abteilanzahl sorgte daneben für eine Steigerung des Reisekomforts. Bei dieser Gelegenheit wurden die Abmessungen der Abteile der ersten und zweiten Klasse einander angeglichen.
Nach den guten Erfahrungen mit schnellfahrendem Fahrzeugmaterial wie dem Schnelltriebwagen Fliegender Hamburger und dem dampfbespannten Henschel-Wegmann-Zug in Sonderverkehren, beabsichtigte die Deutsche Reichsbahn, auch die Geschwindigkeit der Fernzüge aus normalen Schnellzugwagen weiter zu erhöhen. Wegen des angestrebten Einsatzes mit einer Höchstgeschwindigkeit von 150 km/h musste besonderer Wert auf eine weitere Verbesserung des Luftwiderstands gelegt werden.
Im Jahr 1936 lieferte die Waggonfabrik Wegmann die ersten sechs Versuchswagen in windschnittiger Bauart als C4ü-36a an die DR. Später wurden zudem zwei Wagen aus der laufenden Serie ABC4ü-36 als Entwicklungsfahrzeuge für die windschnittige Bauform herangezogen. Nach erfolgreicher Erprobung bestellte die Deutsche Reichsbahn eine erste Serie mit 18 Wagen erster und zweiter Klasse (AB4ü-38) sowie 15 Wagen dritter Klasse (C4ü-38). Zwölf weitere Wagen dritter Klasse wurden als Versuchsfahrzeuge für Luftheizung in Auftrag gegeben. Lieferanten waren unter anderem Wegmann in Kassel, Linke-Hofmann-Lauchhammer AG in Breslau und MAN in Nürnberg.
Zeitgleich wurde den Reichsbahn-Zentralämtern in Berlin und München die Durchbildung und Beschaffung von je fünf Leichtbauwagen dritter Klasse übertragen. Besondere Merkmale der von der Waggonfabrik Uerdingen in Schalen-Leichtbauweise gefertigten Wagen des RZA München waren Sicken in Seitenwänden und Dach, abgerundete Fensterecken, Wellblechfußboden sowie eine kleinere Schürze. Demgegenüber ähnelten die vier von O&K gelieferten Wagen des RZA Berlin äußerlich weitgehend den Serienfahrzeugen. Der fünfte O&K-Wagen sollte schließlich eine auch im Bereich der Drehgestelle durchlaufende Schürze erhalten, konnte aber aufgrund des Kriegsausbruchs nicht mehr fertiggestellt werden. Gegenüber den Wagen in herkömmlicher Bauweise (39,7 Tonnen) wurden bei den Leichtbau-Versuchswagen je nach Bauart Masseeinsparungen von bis zu 12 Tonnen erreicht. Auf Basis der Berliner Bauart wurden Ende April 1939 insgesamt 400 Schnellzugwagen in Leichtbauweise in Auftrag gegeben, vorgesehen war demnach die Lieferung von 150 AB4ü, 50 B4ü und 200 C4ü. Allerdings wurde der gesamte Auftrag kurz nach Kriegsbeginn storniert.
Ebenfalls 1938 wurde bei der WUMAG in Görlitz ein Leichtbau-Gepäckwagen als Entwicklungsfahrzeug in windschnittiger Form in Auftrag gegeben, der im Jahre 1941 abgeliefert werden konnte.
Bereits Mitte 1938 wurden im Rahmen des Fahrzeugprogramms 1939 insgesamt 650 Wagen noch in herkömmlicher Bauart bestellt, von denen aufgrund des Krieges nurmehr 432 ausgeliefert werden konnten. Die Lieferung zog sich zudem bis Ende 1940 hin. Wie schon bei der Bauart 35 unterschieden sich die Abteile der ersten und zweiten Klasse einzig in ihrer Einrichtung, so dass die beiden Gattungen ABC4ü und BC4ü im wagenbaulichen Teil identisch ausgeführt werden konnten. Ähnliches hätte auch für die Gattung B4ü gegolten, die wagenbaulich der Gattung AB4ü entlehnt war. Infolge des Kriegsausbruchs kam jedoch kein B4ü zur Auslieferung.
Weitere 30 ABC4ü-39 und 285 C4ü-38 wurden im Jahr 1941 in Auftrag gegeben. Während die gemischtklassigen Wagen alle geliefert werden konnten, kamen lediglich noch 31 Wagen dritter Klasse zur Auslieferung. Der Rest der Bestellungen wurde wegen mangelnder Stahlzuteilung storniert.
Insgesamt wurden folgende Wagen gebaut:
| DR-Gattung  | DB-Gattung (UIC)  | Erstes Baujahr | Anzahl geplant | Anzahl gebaut | Wagennummern (DR)                               | Bemerkungen                                                                                     |
| ----------- | ----------------- | -------------- | -------------- | ------------- | ----------------------------------------------- | ----------------------------------------------------------------------------------------------- |
| C4ü-36a     | Büe 364           | 1936           | 6              | 6             | 17 122 – 17 123 17 126 – 17 129                 | Entwicklungsbauart                                                                              |
| ABC4ü-36    |                   | 1938           | 2              | 2             | 14 359 – 14 360                                 | Entwicklungsbauart im Rahmen einer größeren Wagenserie                                          |
| AB4ü-38     | Aüe 310           | 1939           | 168            | 103           | 11 626 – 11 728                                 |                                                                                                 |
| C4ü-38      | Büe 366 Büe 365   | 1939           | 612            | 310           | 19 195 – 19 221 19 227 – 19 471 19 497 – 19 534 | 19 210 – 19 221 mit Luftheizung; fünf Wagen vor Abnahme in Büro- oder Nachrichtenwagen umgebaut |
| C4ü-Berlin  |                   | 1939           | 5              | 4             | 19 190 – 19 193                                 | Entwicklungsfahrzeug für Leichtbau, Bauart O&K, 19 194 nicht fertiggestellt                     |
| C4ü-München | Büe 366           | 1939           | 5              | 5             | 19 222 – 19 226                                 | Entwicklungsfahrzeug für Leichtbau, Bauart Uerdingen                                            |
| ABC4ü-39    | ABüe 334          | 1940           | 130            | 65            | 214 001 – 214 065                               |                                                                                                 |
| B4ü-39      | –                 | –              | 20             | –             | (15 031 – 15 050)                               | nicht gebaut                                                                                    |
| BC4ü-39     | ABüe 335 ABüe 336 | 1939           | 80             | 65            | 215 501 – 215 565                               | bei DB teilweise Umbau in ABC4üwe                                                               |
| Pw4ü-40     | Dü 948            | 1941           | 1              | 1             | 105 885                                         | Entwicklungsfahrzeug für Leichtbau                                                              |

- Wagenklassen DR: dreiklassig
- Wagenklassen DB: bis 1956 dreiklassig, ab 1956 zweiklassig

### Bauart
Merkmale der sonst der Vorgängerserie von 1935 gleichenden Wagen waren die bündig mit dem Wagenkasten abschließenden Einstiegstüren, die für den Namen der Wagenserie verantwortlichen Schürzen am Längsträger und die bis 150 Millimeter hinter die Pufferebene herangeführten, an den Enden abgerundeten Seitenwände und Dächer. Die Stirnwände lagen trotzdem in Höhe der Pufferbohlen, die Wagenübergänge wurden mit Faltenbälgen geschützt. Zur Einhaltung der Fahrzeugbegrenzungslinie auch im geöffneten Zustand waren die Türen als Falttüren ausgeführt. Sie wurden im Flaschengrün der Vorkriegs-Reichsbahn lackiert, die Gurtbinde und der Längsträger wurden schwarz ausgeführt. Die Sitze der dritten Klasse waren zum Teil gepolstert, zum Teil waren wie in den Vorgängerwagen Holzlattenbänke eingebaut. Beim Bau der Fahrzeuge wurde teilweise auf sogenannte Heimbaustoffe zurückgegriffen.

### Verwendung in der Nachkriegszeit
Viele Schürzenwagen wurden während des Zweiten Weltkriegs zerstört. Die übrig gebliebenen fanden sich nach dem Krieg im Betriebsmittelpark der Deutschen Bundesbahn (DB), Deutschen Reichsbahn (DR), Österreichischen Bundesbahnen (ÖBB) und anderer europäischen Staatsbahnverwaltungen in Ost und West.

#### Deutsche Bundesbahn
Die SWDE in der französischen Besatzungszone Deutschlands stellte im Jahre 1951 unter der Bezeichnung C4üwe-50/38 noch zehn unveränderte Nachbauten des Schürzenwagens dritter Wagenklasse in Dienst.
Die DB setzte ab 1951 einen großen Teil der Schürzenwagen im neu geschaffenen Rheingold-Express entlang des Rheins bis 1962 ein. Dafür erhielten die Wagen einen blauen Außenlack mit weißen Zierstreifen. Der restliche Wagenpark fuhr im normalen Schnell- und Eilzugverkehr. Besonders die vielen AB-Wagen wurden auch als gemischtklassige Wagen in sonst aus Silberling-Wagen oder anderen modernen Bauarten bestehenden Zuggarnituren bis in die späten 1970er Jahre für Eilzüge verwendet. Die letzten Wagen, nur noch im Militärverkehr verwendet, wurden 1984 ausgemustert, einige jedoch zu Bauzugwagen umgebaut.

#### Deutsche Reichsbahn
Die Schürzenwagen der DR wurden als Verwendungsgruppe D1 gekennzeichnet. Ab 1961 dienten die Wagen als erste Spenderfahrzeuge für die Modernisierungswagen, nach deren Abschluss auch ältere Spenderwagen (Gruppe 35, 28 etc.) herangezogen wurden. Dabei erhielten sie völlig neue Wagenkästen und Inneneinrichtungen. Im Grunde wurden nur die Bodenrahmen und das Laufwerk mit den Drehgestellen der Bauart Görlitz III leicht weiterverwendet. Zu erkennen sind die ehemaligen Spenderfahrzeuge durch die am Fahrzeug verbliebenen Schürzen („Schürzen-Mod“). In der weiteren Betriebszeit wurden die Drehgestelle der Bauart Görlitz III leicht durch schraubengefederte der Bauart Görlitz V ersetzt. Die beiden letzten nicht modernisierten Schürzenwagen 243-012 und 243-212 schieden 1969 und 1970 als Ausgleich gegen Modernisierungswagen aus dem Bestand aus, ohne eine EDV-Nummer erhalten zu haben.

#### Österreichische Bundesbahnen
Auch die ÖBB übernahmen einen Teil der Schürzenwagen. Wie fast alle der ehemaligen Wagen aus der Vorkriegsepoche wurden auch diese Ende der 1950er Jahre modernisiert. Von außen waren diese Wagen an den UIC-Übersetzfenstern und den angebauten Gummiwulstübergängen zu erkennen. Die letzten Wagen, deren Farbkleid seit den 1970er Jahren vom typisch österreichischen Tannengrün auf blutorange/elfenbein (Jaffa-Farbgebung) wechselte, blieben bis in die 1990er Jahre in Betrieb, manche wechselten später in den Nostalgiestand. Lediglich ein Wagen, der als Speisewagen dienende Salonwagen Nummer 11, erhielt die reinorange-lichtgraue Eurofima-C1-Lackierung.

## Speise- und Schlafwagen für Mitropa und Reichsbahn

### Speisewagen

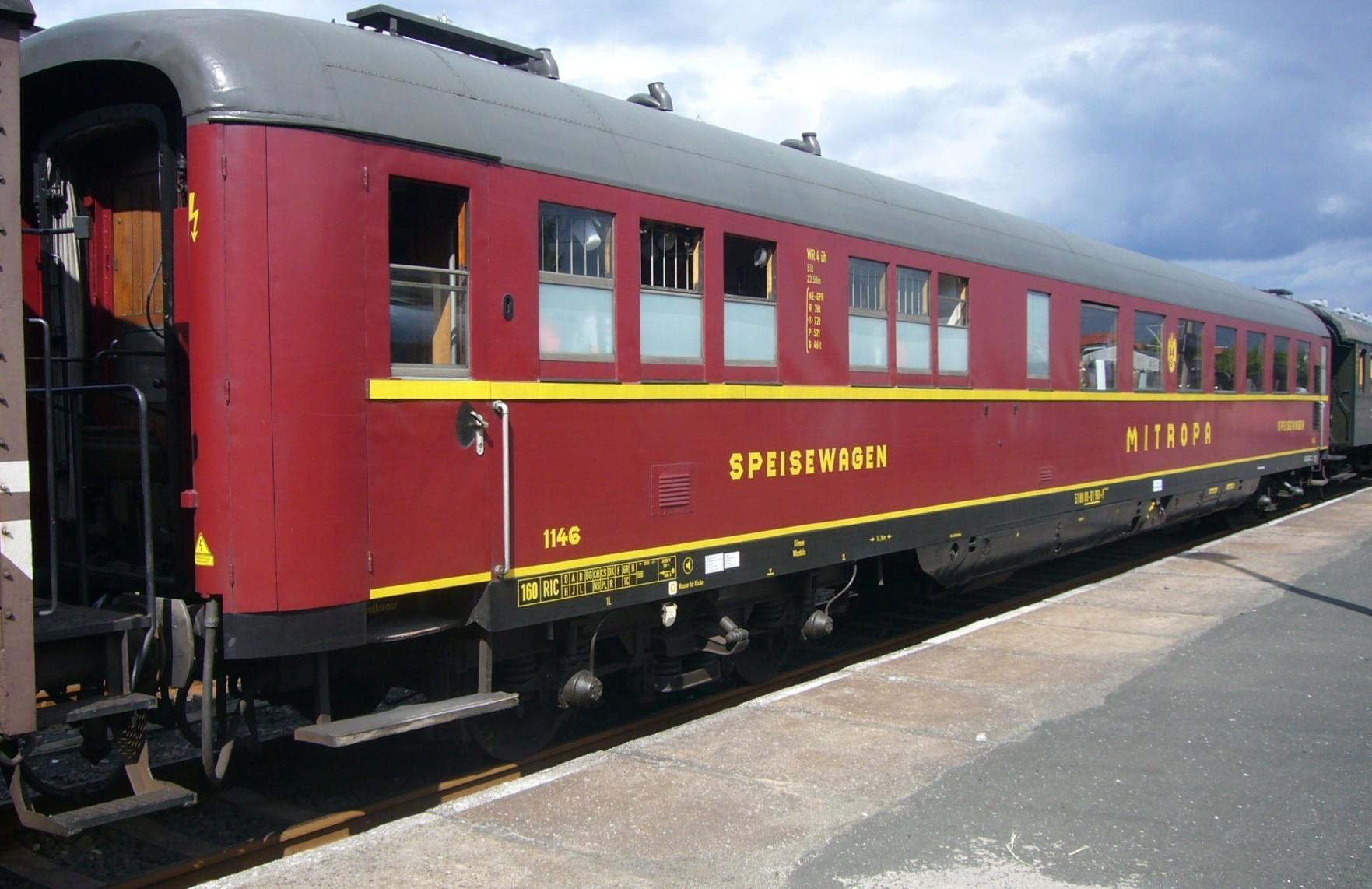
Schürzenspeisewagen des Traditionszug Berlin e. V. in Sonneberg

Analog zu den vorangegangenen Verwendungsgruppen der Reichsbahn ließ der Speise- und Schlafwagen-Betreiber Mitropa ebenfalls Wagen in der Schürzenwagenbauart entwickeln. Im Gegensatz zu den Sitzwagen sollten die von der Wumag in Görlitz ab 1937 entwickelten Speisewagen nun 26 Meter lang ausgeführt werden. Durch den Kriegsbeginn zwei Jahre später wurde dieses Projekt nicht weiter verfolgt. Stattdessen wurden für die ab 1939 gefertigten Speisewagen das Längenmaß von 23,5 Meter verbindlich. Im Gegensatz zu den Sitzwagen waren hier die Schürzen Teil der tragenden Konstruktion. Diese neuen WR4ü-39 waren mit einer Masse von 51 Tonnen Gewicht recht schwer ausgefallen. Deshalb liefen sie auf Drehgestellen der Bauart Görlitz III schwer mit vierter Federung.
Die Innenverkleidung der Wände wurde in Bergahorn ausgeführt, die Sitzbänke in 2+1-Anordnung wurden mit grünem Kunstleder überzogen. Der Außenanstrich in bordeauxrot entsprach dem üblichen Mitropa-Schema. Die erste Serie von 40 Wagen (je zur Hälfte in Görlitz und von der Linke-Hofmann-Lauchhammer AG in Breslau gefertigt) wurde noch 1939 an die Mitropa ausgeliefert. Eine weitere 30 Fahrzeuge umfassende Serie konnte Wumag 1940 an die Mitropa ausliefern. Von einer geplanten dritten Serie mit 40 Wagen, wovon zwei Wagen als Leichtbauwagen geplant waren, wurde nur noch fünf leicht veränderte Wagen produziert. Das zugeteilte Stahlkontingent hätte für 20 Wagen gereicht. Für mehr Wagen fehlte die Zuteilung, zudem wurden bei der DR die Speisewagenkurse kriegsbedingt eingestellt.
Die im Werk verbliebenen Wagenkästen durften nicht mehr komplettiert werden. Von diesen übernahm die Deutsche Reichspost sieben Stück und ließ daraus Funkfeuerwagen bauen (siehe Absatz #Bahnpostwagen). Die anderen acht Rohbauwagen wurden in Ausbesserungswerken gelagert.
Nach dem Ende des Zweiten Weltkrieges wurden einige Schürzen-Speisewagen als Reparationsgut in die Sowjetunion abtransportiert. Den nicht kriegszerstörten Rest baute das Mitropa-Ausbesserungswerk in Gotha wieder auf. Ein Speisewagen wurde dabei in einen Schlafwagen für die Mitropa umgebaut, die nur noch für das Gebiet der Deutschen Reichsbahn zuständig war.
Die in den westlichen Besatzungszonen verbliebenen Wagen dienten nach dem Krieg alliierten Zwecken. Jedoch konnten nach 1948 die im AW verbliebenen Wagenkästen nun zu Ende gebaut werden. Die nunmehr als Gegenstück zur Mitropa im Osten von der Deutschen Bundesbahn gegründete Deutsche Schlaf- und Speisewagen-Gesellschaft (DSG) konnte bis 1949 30 Schürzenspeisewagen als WR4ü-39 in den Betriebsmittelpark einreihen. Dazu wurden die Wagen leicht modernisiert und bekamen eine neue Küchenausstattung. Ihr Einsatz erfolgte vor allem im wieder eingeführten Fernschnellzug-Netz sowie bei einigen hochwertigen Schnellzügen.
Die den Übergang am Wagenende schützenden Faltenbälge wurden ab 1958 durch Gummiwülste ersetzt, wodurch ein neues Stahlaufsatzteil erforderlich war. In den 1960er Jahren wurden Klimaanlagen eingebaut (mit Ausnahme von zwei bereits 1963 ausgemusterten Wagen). Durch den ab 1968 erfolgenden Tausch der Drehgestelle durch solche der Bauart Minden-Deutz MD 34 konnten die Speisewagen dieser Bauart in Zügen bis 160 km/h eingesetzt werden. Die Wagenbezeichnung wechselte dabei in WRügh 152. In den 1970er Jahren erhielten sechs Wagen die Pop-Lackierung in purpurrot und kieselgrau, einer dieser Wagen und sieben weitere wurden elfenbein/ozeanblau lackiert, der Rest blieb rot, jedoch mit DB-Emblem und modernisierten Anschriften, die Zierlinien fielen weg. Bevor die Schürzenspeisewagen 1984 ausgemustert wurden, waren sie zuletzt in Autoreisezügen und Interzonenzügen der DB eingesetzt.

### Schlafwagen
Wie bei den Speisewagen wurden von der Mitropa auch Schlafwagen beschafft, die der jeweils aktuellen Sitzwagen-Bauart glichen, wobei das Innenraumkonzept, von der Innenausstattung abgesehen, seit 1923 unverändert blieb. Somit entsprachen die 1939 an die Mitropa gelieferten 20 WLAB4ü-39-Schlafwagen der ersten und zweiten Klasse in ihrem Grundriss den Vorgängerserien, wurden aber ebenfalls in der neuen windschnittigen Schürzenwagen-Bauart ausgeführt. Wie schon bei den Speisewagen, lag die Eigenmasse dieser Wagen mit 54,6 Tonnen recht hoch. Im Gegensatz zu den Speisewagen gingen die meisten Schlafwagen im Zweiten Weltkrieg verloren.
Eine neuartige Konstruktion stellten die Einbettwagen dar, die ab 1941 zur Mitropa kamen und ebenfalls der Schürzenwagenbauart entsprachen. Dem Reisenden sollte mehr Privatatmosphäre geboten werden. Allerdings gab es auch Zweibettabteile. Zwei dieser Wagen, des Platzbedarfs wegen nun 26 Meter lang und zweistöckig ausgeführt, wurden 1941 von Wegmann in Kassel fertiggestellt. Eine einstöckige Variante mit Einbettabteilen lieferte LHW an die Mitropa, wobei die engen Platzverhältnisse auffielen. Die Wegmann-Wagen gelangten nach dem Krieg in den DSG-Bestand, ein LHW-Wagen konnte die nun nurmehr in der DDR aktive Mitropa einreihen, der andere Wagen ist verbrannt. Die übernommenen Wagen wurden durch den Anbau von Gummiwülsten und dem teilweisen Austausch der Drehgestelle gegen solche der Bauart Minden-Deutz modernisiert. Bis 1968 waren jedoch alle Schlafwagen aus dem Betriebsdienst ausgeschieden.
Weitere Schlafwagenvarianten der Schürzenwagenbauart stellte die Deutsche Reichsbahn 1951 in Dienst. Konstruktiv bauten diese Wagen mit 16 Plätzen auf die C4ü-Sitzwagen von 1939 auf. Acht Wagen vom Typ WLAB4ül wurden in Urlauber-Schnellzügen der Roten Armee in der Relation Berlin–Brest verwendet. Bis 1979 waren alle Wagen ausgemustert worden, einschließlich eines Fahrzeuges für den Sonderzug der DDR-Regierung. Schlafwagen mit dritter Klasse entstanden ebenfalls 1951 als WLC4ül beim VEB Waggonbau Bautzen. Diese 28 Wagen kamen ebenfalls in den Zügen Berlin–Brest zum Einsatz. Später wurde sie als Liegewagen der Bauart BC4ü eingesetzt und zwischen 1970 und 1976 aus dem Verkehr genommen.

## Bahnpostwagen
Wie in Deutschland üblich, wurden auch von der Schürzenwagen-Bauart Bahnpostwagen in Dienst gestellt. 1938 ging ein Auftrag des Reichspostzentralamts Kassel an die ortsansässige Waggonfabrik Gebrüder Credé einen Bahnpostwagen auf Schürzenwagenbasis zu entwickeln. Zwölf der vorgesehenen 22,9 Meter langen Prototypen, die 1939 zur Auslieferung vorgesehen waren, konnten erst 1941 als Post4ü-a/21 in den Dienst gestellt werden. Die Ziffer steht für die (gerundete) Wagenkastenlänge (nicht die LüP!), der Buchstabe „a“ bezeichnet die Ausführung als Allespostwagen für Pakete und Briefe.
Im selben Jahr folgten weitere 53 Wagen der Serienlieferung. An diesem Auftrag waren auch Christoph & Unmack in Niesky und Westwaggon in Mainz beteiligt. Die anderen Details wie Anordnung der zweiflügeligen Drehtüren und die Innenraumaufteilung entsprach den Vorgängertypen der Bauarten 28 und 35/36. Eine weitere Serie von nur fünf Bahnpostwagen wurde 1942 abgeliefert. Gegenüber der Vorgängerserie waren sie mit 21,35 Metern Länge etwas kürzer. Diese vorzugsweise für den Skandinavienverkehr vorgesehenen Fahrzeuge hatten neben dem Briefraum einen Laderaum und trugen die Bezeichnung Post4ü-bI/20.
Bereits im September 1940 wurden weitere 55 Bahnpostwagen, wieder mit 22,9 Metern Länge bestellt, die die Bauartbezeichnung Post4ü–bII/21,5 trugen und dem Briefverkehr dienen sollten. Credé und MAN waren die Lieferanten. Bis 1943 wurde der Auftrag abgeschlossen, Bahnpostwagen galten als kriegswichtig. Deshalb konnten eine Serie von 25 Wagen der Bauart Post4ü-bII/21,6 bis 1944 vollständig an die Reichspost geliefert werden.
Die Postverwaltungen beider nach dem Krieg entstandenen deutschen Staaten, Deutsche Bundespost und Deutsche Post der DDR, übernahmen einen Anteil an diesen Wagen. In der späteren DDR wurden die Bahnpostwagen in den 1960er Jahren wie die Sitz- und Gepäckwagen vergleichbarer Bauart in Modernisierungswagen umgebaut. Die Postwagen unterschieden sich äußerlich von den übrigen Modernisierungswagen durch Endeinstiege mit Schiebetüren.
Die Deutsche Bundespost übernahm neben den Wagen der früheren Reichspost auch ehemalige Funkfeuerwagen, genannt auch Senderwagen, die aus kriegsbedingt nicht fertiggestellten Speisewagen der Schürzenwagen-Bauart während des Krieges entstanden waren, und bauten diese Wagen in Postwagen um. Ab 1949 wurde von der Bundespost eine weitere Serie von 57 Bahnpostwagen der Schürzenwagenbauart bestellt, die als Post4ü-a/21,6 in den Zugdienst gelangten.
Weitere 250 Bahnpostwagen, die in ihren Hauptabmessungen den Schürzenwagen glichen, ansonsten aber schon weitgehend die Bauprinzipien der UIC-X-Wagen der DB aufwiesen, wurden von 1950 bis 1954 als Post4ü-cII/21,6 gebaut. Es waren die ersten Wagen in Deutschland, die mit Drehgestellen der neuen Bauart Minden-Deutz ausgestattet waren.

## Salonwagen

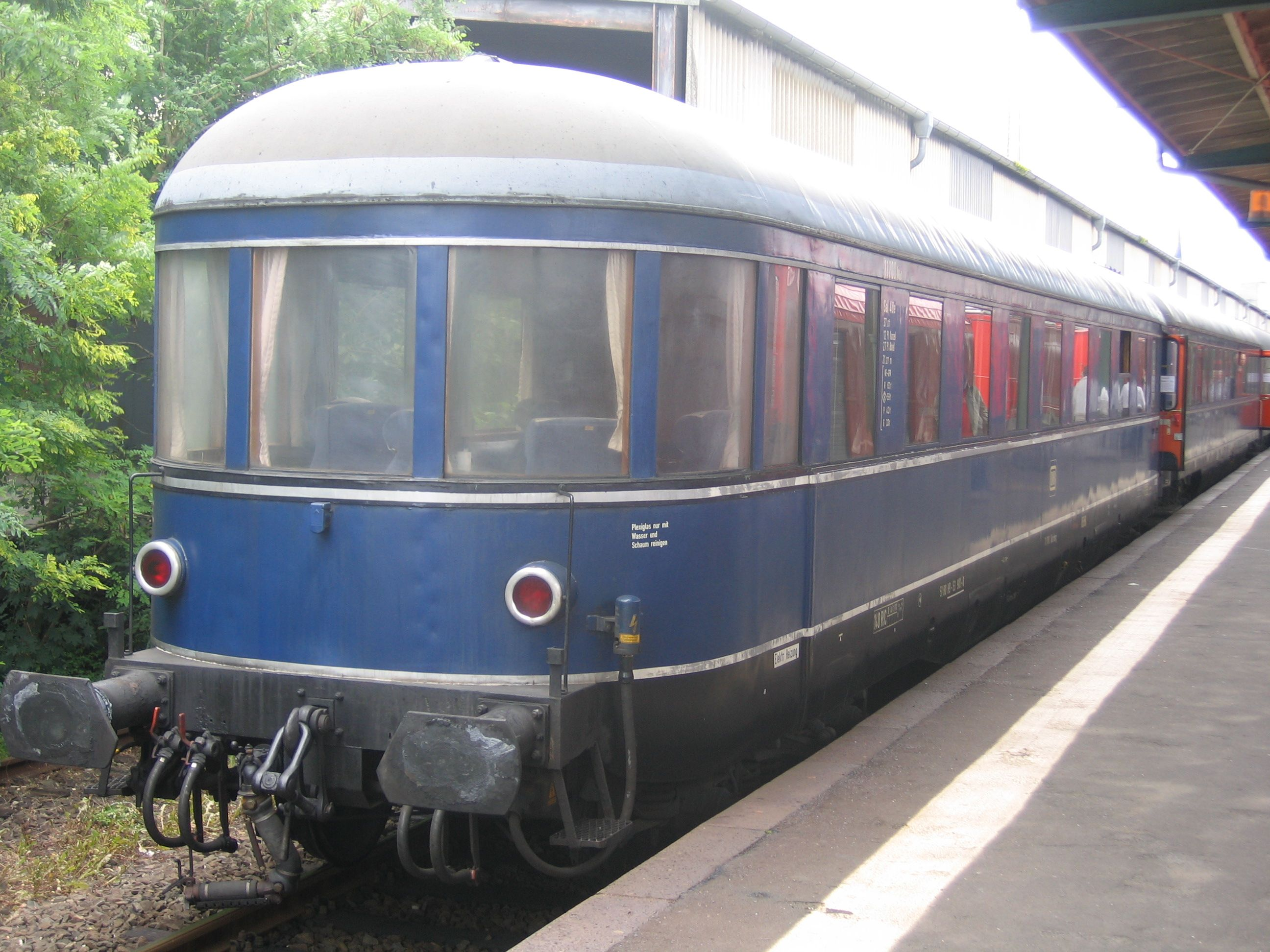
Kanzelwagen des Blauen Enzians

Während der Zeit des Nationalsozialismus wurden ca. 50 Salon- und Sonderwagen in Schürzenwagenbauart geliefert. Verwendet wurden sie in den Adolf Hitler, Hermann Göring und anderen führenden Personen des Dritten Reiches zur Verfügung stehenden Sonderzügen. Die Wagen waren zwischen 23,5 und 26 Meter lang und wogen zwischen 39 und 78 Tonnen. Die schweren Wagen liefen wegen der hohen Wagenmassen auf fünf oder sechs Achsen, dafür wurde als Variante ein dreiachsiges Drehgestell Bauart Görlitz III entwickelt.
Nach dem Zweiten Weltkrieg wurden einige dieser Wagen von der DB wieder für Salonzwecke aufgearbeitet. Dabei wurden die Drehgestelle ausgetauscht (Minden-Deutz MD 33) und statt des Faltenbalgs Gummiwülste eingebaut. Der Salonwagen 10205 wurde als Kanzlerwagen für Bundeskanzler Konrad Adenauer bekannt und ist heute im Haus der Geschichte in Bonn zu besichtigen.
Ursprünglich trugen diese Wagen den üblichen grünen DB-Anstrich. In den 1970er Jahren erfolgte die Umlackierung in TEE-rot-beige. In den 1980er Jahren präsentierten sich die noch verbliebenen sechs Wagen in der orientrot-weißen IC-Produktfarbe. Neun Wagen sind heute noch vorhanden.
Einige dieser Wagen sind im DB Museum Koblenz, Niederlassung des Verkehrsmuseums Nürnberg und Deutsches Dampflokomotiv-Museum in Neuenmarkt zu sehen. Andere Salonwagen des Dritten Reichs wurden zu Messwagen und Gesellschaftswagen umgebaut.
Der im F-Zug „Blauer Enzian“ verwendete Aussichtswagen, der sogenannte Kanzelwagen, stammt nicht aus dem Sonderzug von Adolf Hitler, sondern wurde von der DB aus einem Schürzenwagen für den „Henschel-Wegmann-Gegenzug“ umgebaut.
Der Führeraussichtswagen Bln 10 282 wurde nach dem Zweiten Weltkrieg zuerst für den Amerikanischen Hochkommissar in Österreich eingesetzt. Nach Rückgabe an die ÖBB wurde der Wagen in einen Oberbaumesswagen umgebaut.

## Schürzeneilzugwagen
Ausgehend von den Schürzenwagen, wurde auch eine Eilzugvariante entwickelt. Zur Gewichtsersparnis wurde ein tragender Leichtbaurahmens in Form einer Wanne verwendet, weshalb diese Wagen auch „Wannenwagen“ genannt wurden. Äußerlich glich die Wanne den Schürzen der Schnellzugwagen, die aber im Gegensatz zu deren Schürzen nicht abgenommen werden konnte, dies stellt auch den größten Unterschied zu den Wagen der Verwendungsgruppe 36 dar. Außerdem erhielten sie als erste Serienwagen überhaupt Dachlüfter der Bauart Kuckuck.
Die Wagen liefen auf den neuen Drehgestellen der Bauart Görlitz III schwer. Erstmals erhielten Eilzugwagen der Reichsbahn durch Faltenbälge geschützte Übergänge. Damit waren sie fakultativ im Schnellzugdienst verwendbar, da nunmehr Reisende von einem Wagen zum anderen wechseln konnten. Die Großraumaufteilung der Fahrgasträume wurde jedoch wie bei den Wagen der Vorgängerbauarten beibehalten, wie auch die eingezogenen Einstiegstüren an den Wagenenden. Charakteristisch für die Schürzeneilzugwagen waren die doppelten Türen in der dritten Wagenklasse, während die Wagen der zweiten Klasse einfache Türen an den Wagenenden aufwies. Jedoch wurde auf das Halbabteil in Wagenmitte verzichtet.
Während einige der Wagen bei der DB bis 1984 im Dienst standen, wurden die bei der DR verbliebenen Fahrzeuge, wie die anderen DR-Schürzenwagen auch, in den 1960er Jahren bis auf wenige Ausnahmen in Modernisierungswagen umgebaut.
Die in Österreich nach dem Kriegsende verbliebenen Wagen wurden wie alle anderen Vorkriegs-Reichsbahnwagen auch, in den 1960er Jahren anlässlich einer Modernisierung mit UIC-Übersetzfenstern, Gummiwulstübergängen und neuen Polstersitzen aufgewertet.

## Erhaltene Wagen
Einige Schürzenwagen und deren Umbauvarianten werden heute museal erhalten. Neben den Salonwagen hat das Verkehrsmuseum Nürnberg mehrere Schürzenwagen im Bestand. Im Eisenbahnmuseum Bochum kann ein Schürzenwagen besichtigt werden. Zu den Exponaten des Verkehrsmuseums Dresden gehört ein Modernisierungswagen.
Zwei Schürzenwagen im Stil der 1950er Jahre besitzen die Passauer Eisenbahnfreunde. Schürzenwagen der ÖBB besitzen die Eisenbahnfreunde Zollernbahn. Die fachgerechte Restaurierung eines Schürzenwagens ist wegen der kriegsbedingt schlechteren Materialien (Heimbaustoffe) weitaus schwieriger als bei Wagen der vergleichbaren Bauarten 35/36, so dass die betriebsfähige Aufarbeitung einem Neubau gleichkommt. Die Passauer Eisenbahnfreunde lassen einen ihrer Schürzenwagen derzeit betriebsfähig aufarbeiten.

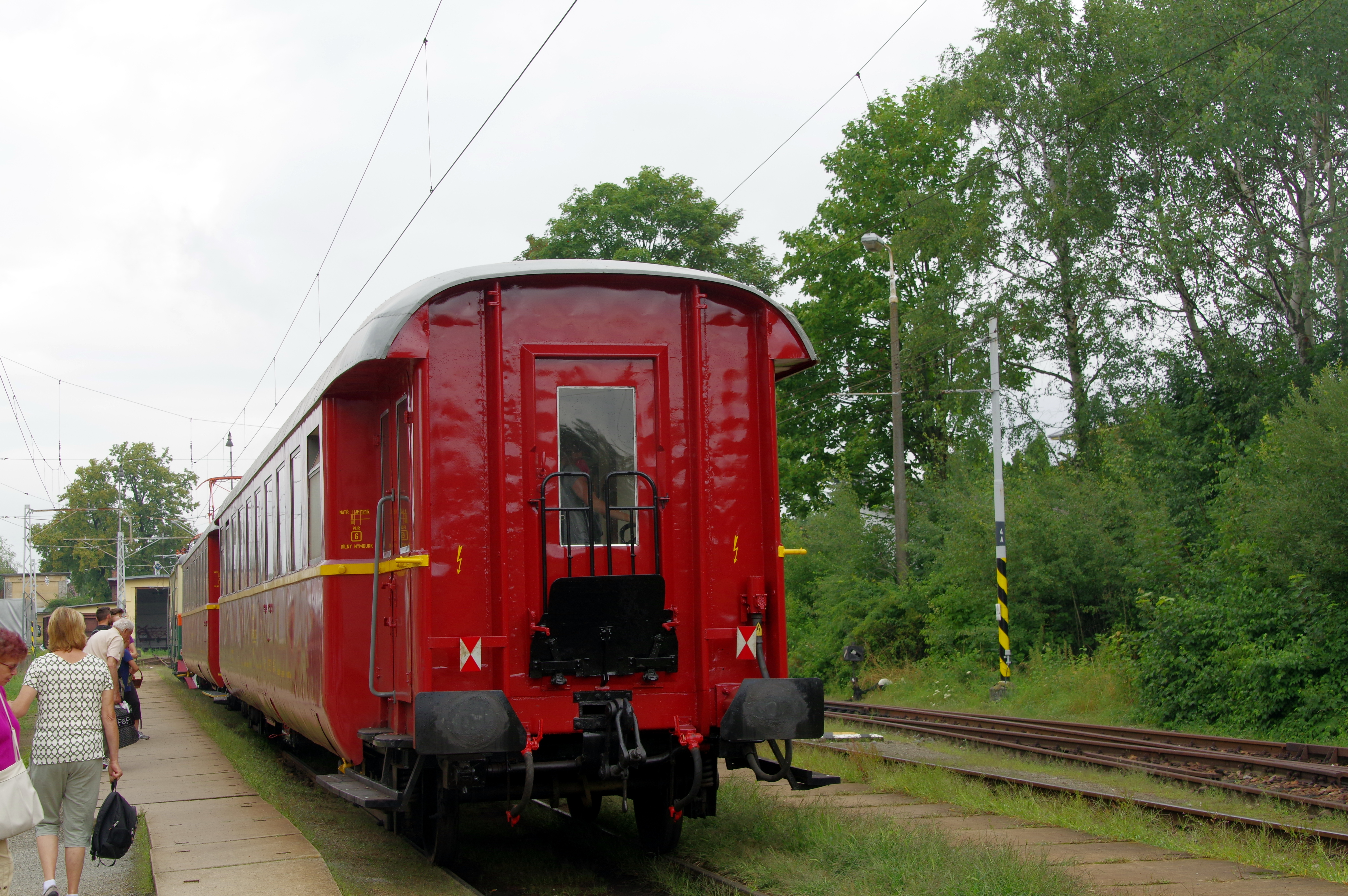
Erhaltene Schürzeneilzugwagen 3. Klasse in Tschechien (Bechyně; 2016)

Nach der Ausmusterung der Bahnpostwagen ließ die DB mehrere Bahnpostwagen zu Bahndienstwagen umbauen. Das Eisenbahnmuseum Darmstadt-Kranichstein erwarb einen dieser Wagen und richtete diesen äußerlich her. Einen der ehemaligen Funkfeuerwagen erwarben die Ulmer Eisenbahnfreunde. Dieser dient wie bei der DB als Bahndienstfahrzeug.
Vier weitere Schürzenwagen sind derzeit beim Bayerischen Eisenbahnmuseum, einer von diesen Wagen ist ein Wagen des ehemaligen Führerzuges und wurde mit der Bezeichnung SalBegl4ü-42 ausgeliefert.
Derzeit sind beim Bayerischen Eisenbahnmuseum zwei Schürzenwagen im Betrieb, ein AB4ü-38 und ein C4ü-38.
Dass weitere der Reisezugwagen – insbesondere die Wagen des Verkehrsmuseums Nürnberg – aufgearbeitet werden, ist aufgrund der hohen Kosten derzeit unwahrscheinlich.
Zwei Eilzugwagen sind in Tschechien betriebsfähig erhalten. Sie wurden nach 1945 in weinrotem Anstrich als Beiwagen für Triebwagen verwendet und kommen heute gelegentlich in den historischen Zügen auf der Bahnstrecke Tábor–Bechyně in Mittelböhmen planmäßig zum Einsatz.